# パウロ教会憲法
パウロ教会憲法（パウロきょうかいけんぽう、ドイツ語: Paulskirchenverfassung）は、1848年にフランクフルト国民議会において採択された統一ドイツの憲法。フランクフルト憲法とも呼ばれる。
フランクフルト国民議会が開かれていた場所であるパウロ教会の名をとってこう呼ばれている。
正式にはドイツ国憲法（ドイツ語: Verfassung des Deutschen Reiches）といい、後のヴァイマル憲法にも影響を与えた。

## 経緯

### 三月革命
1848年にフランスで二月革命が発生し、ルイ・フィリップの七月王政が倒れると、3月に入り、バーデンの一角から起こったドイツ革命（バーデン革命）がドイツ全国に波及した（ドイツにおける1848年革命）。オーストリアにおいては、専制政治の徴表であったメッテルニヒが国外に逃亡するに至った。これを「三月革命」（Märzrevolution）と称する。
この三月革命は、ドイツ国民が立憲政治へと向かう運動であったとともに、ドイツ統一への運動でもあった。立憲政治に対する要求は、三月革命によって、ある程度実現された。すなわち、ドイツ各邦は、程度の差こそあれ、いずれも憲法を改正してその国民を国政に参加させる道を開き、国民の公権に関する規定を増加させて、警察国家から法治国家へと移ろうとしていた。これを「三月の成果」（Märzerrungenschaft）という。

### ハイデルベルク会議
ドイツ革命におけるドイツ統一運動は、1848年3月5日のハイデルベルク会議に始まる。この日、ハイデルベルクの古城に、ドイツ統一運動の指導者を自任する者51名が集まり、将来の方針を協議した。そのうち、バーデン出身者が20名を占め、カール・マーティ、フリードリヒ・ダニエル・バッサーマン、カール・テオドール・ヴェルカー、フリードリヒ・ヘッカーらの名士が含まれていた。
ハイデルベルク会議においては、次の事項が決議された。
1. 3月30日を期して、フランクフルトに予備議会を召集すること。
2. 予備議会に召集される者は、（1）ドイツ同盟諸国において、現に立法機関の議員であり、又は議員であった者のほか、（2）ドイツ国民の信任ある者とすること。
3. 予備議会召集のため、7名からなる委員会（七人委員会）を設けること。

これは、フランクフルトに革命議会を召集し、ドイツ国民自らその憲法を制定しようとするものであって、革命の進路は、すでにこのハイデルベルク会議において決せられていた。

### 同盟議会の対策
ドイツ同盟議会は、形勢ここに至っては弾圧手段をもってこれを防止することが到底できないことを知り、3月3日の決議をもって、出版物の検閲制度（de:Zwanzig-Bogen-Klausel）を撤回し、3月9日の決議をもって、ドイツ統一の国民運動を徴表する黒・赤・金の三色をもってドイツ同盟の国旗及び紋章としたが、3月10日の決議をもって、次のように決し、ついにドイツ国民の代表者を同盟の機関として参加させるに至った。
1. 一般の信任ある者（Männer des allgemeinen Vertrauens）17名を召集し、同盟の組織改正案を諮詢すること（mit gutachtlichem Beirat）。
2. この17名（以下、仮に「国民代表委員」と称する。）は、特別委員会（十七人委員会）を構成し、又は同盟議会の憲法改正委員会と合同会を開くこと。
3. 国民代表委員の選任は、よく時勢に鑑み、国民的基礎（auf wahrhaft zeitgemässer und nationaler Grundlage）によること（3月25日の追加決議）。

このようなドイツ同盟側の譲歩は、いよいよ革命運動を盛んにし、それゆえ、3月31日から4月4日にわたるフランクフルトの予備議会は、全く私的な会合であったにもかかわらず、全ドイツ国民議会であるかのような盛況を示した。

### フランクフルト予備議会
フランクフルト予備議会（Vorparlament）は、3月31日をもって、フランクフルトのパウル教会内で開催された。招待に応じた者は、約500名であり、そのうちプロイセンが141名を送ったのに対し、オーストリアはわずか2名であったことは、両国のドイツ統一に対する意向を知ることができる。

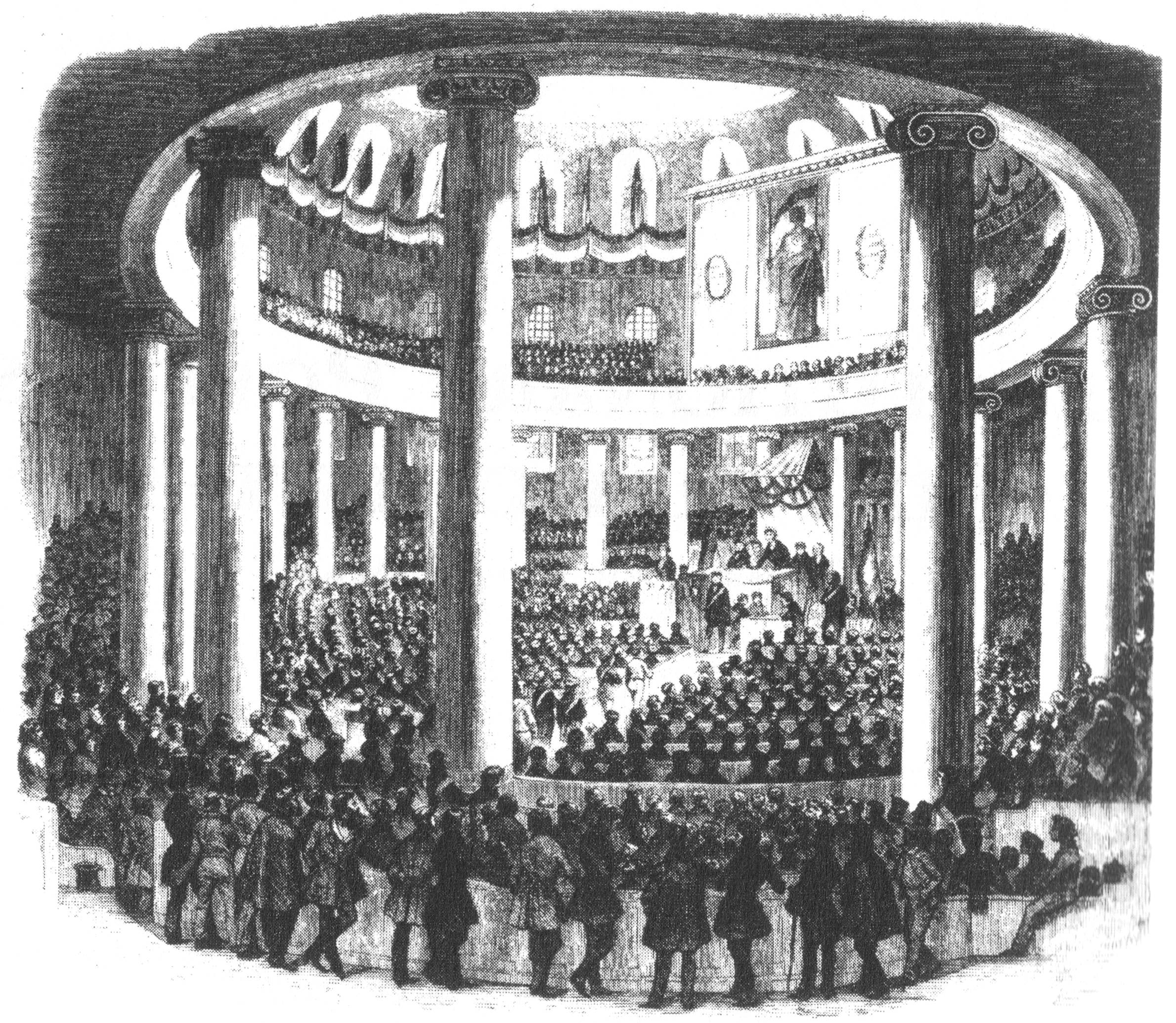
後にフランクフルト国民議会が開かれることとなる、パウル教会における予備議会の様子

予備議会は、4月4日まで継続して、次の事項を議決した。
1. 5月1日をもって、フランクフルトに憲法議会（Konstituierende Nationalversammlung）を召集すること。
2. 国民議会の議員は、人口5万人につき1名とし、人口5万人に満たない小国は、1名を選出すること。
3. 国民議会の召集までは、50名をもって組織する継続委員会（permanenter Ausschuss、五十人委員会（ドイツ語版））を設置すること。継続委員会は、国民議会の召集に至るまで、同盟議会と協力して、ドイツ国民の利益のために、同盟の事務に参画し、必要と認めるときは、直ちに予備議会を召集するものとすること。

さらに、予備議会においては、国民の基本権に関する若干の原則が、早くも決議された。
しかしながら、最後の会議に至って、「憲法議会」という語そのものについて問題を生じた。すなわち、憲法議会のみが憲法制定の権限を有するのか、又は各邦政府の裁可若しくはこれに類するものを必要とするかという問題である。この点について、予備議会は、憲法議会のみが憲法制定の権限を有するものとした。そして、予備議会において選出された50名の継続委員会は、有為の人士を集めていたため、巧みに活動し、ついにドイツ同盟主権者の全権委員会である同盟議会を完全に屈服させることとなった。

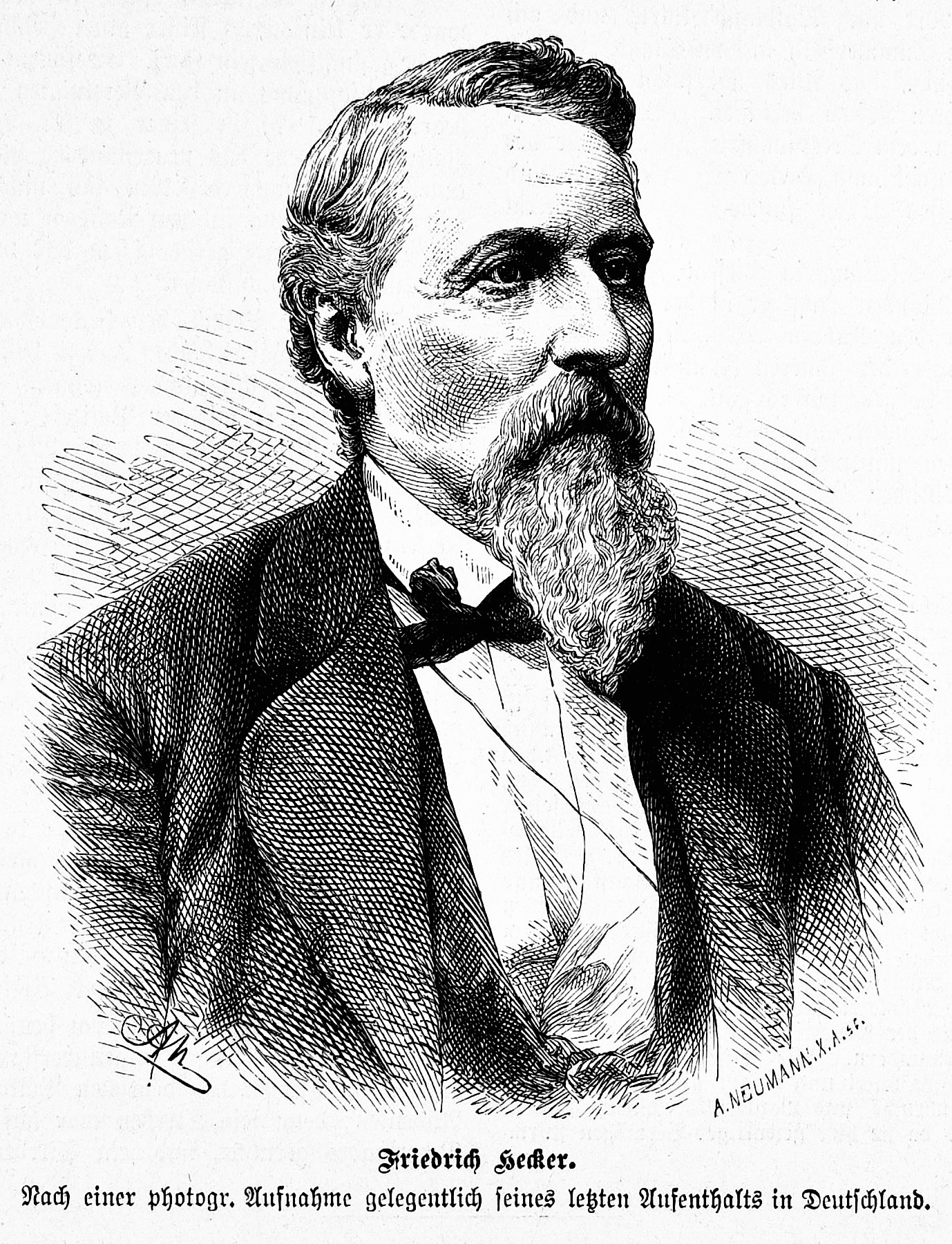
フリードリヒ・ヘッカー

他方、予備議会における極左派は、ドイツの将来の政体が民主国たるべきことを指導原理としていたことから、予備議会がこの点について白紙をもって臨むと、不満足であるとして議会を脱退し、直接行動へと移った。とりわけ、フリードリヒ・ヘッカーとグスタフ・シュトルーヴェがその主導者であり、ヘッカーは、4月にバーデンにおいて義勇軍を起こし、反乱を企てた。これをヘッカー蜂起と称する。ヘッカーは、間もなく破れてアメリカへと逃れ、シュトルーヴェは、後に南ドイツのコンスタンツを中心として反乱を起こしたが、これも成功しなかった。この極左派の直接行動は、ドイツ各邦政府に弾圧の口実を与えることとなった。

### 憲法議会における党派

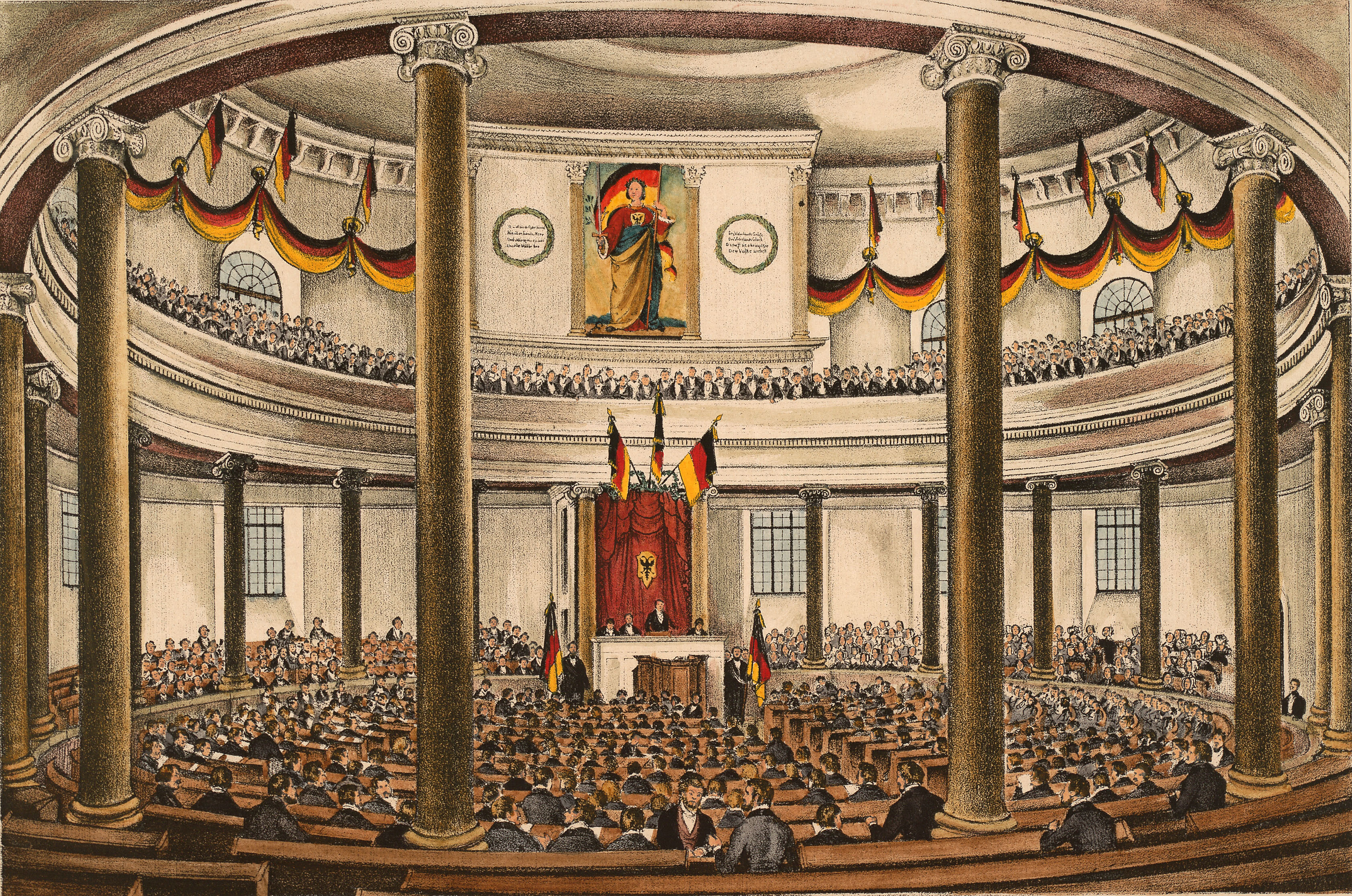
フランクフルト国民議会

憲法議会の選挙は、各邦において支障なく行われ、議会は予定より遅れて5月18日をもってフランクフルトに召集され、予備議会と同じく、パウル教会をその議場に充てた。この議会に出席した議員の総数は約500名であり、その主義・主張は極めて多様であった。5月24日には、委員30名からなる憲法委員会が組織され、憲法草案の策定に従事した。ただし、委員会の委員は、南西ドイツ出身者とリベラル派が過剰に代表されていたため、委員会は、フランクフルト国民議会全体の意見を正確に反映するものではなかった。
多数の党派が憲法議会に存することは、憲法議会の事業を極めて困難なものとした。すなわち、君主主義と民主主義、単一国主義と連邦国主義、中央集権主義と地方分権主義、オーストリア第一主義とプロイセン第一主義とのように、相反する主義が将来の憲法を中心にして互いに戦うこととなり、憲法議会は、当初から活気を呈していた。

### 暫定憲法
憲法議会は、憲法制定までの暫定組織として、まず、暫定憲法の制定に着手した。この草案の討議において発言した者は223名にのぼり、全員の約半数に達したのを見ると、いかに各派の意見が分岐していたかが分かる。
6月28日に至り、ついに暫定憲法が成立した。これを「仮中央権力設置に関する法律」（Gesetz über die Einsetzung der provisorischen Zentralgewalt）と称する。「中央権力」（Zentralgewalt）（「仮中央権力」）とは、中央執行機関と同義である。それゆえ、この暫定憲法に従えば、ドイツは国際法上の同盟ではなく、国法上の連邦国家であるということになる。中央執行機関は、これを「摂政」（Reichsverweser）を称し、（1）ドイツ連邦諸邦の一般の安寧を維持し幸福を増進する事項に関する執行権、（2）軍令権、（3）外交権を有するものである（暫定憲法1条、2条、5条）。そして、摂政は、無責任であって、これを輔弼する国務大臣が副署によって憲法議会に対してその責任を負う制度を採用した（暫定憲法6条ないし8条）。
さらに、この暫定憲法において注目すべき点は、憲法の制定を摂政の権限外に置いた点と、摂政就任の時期をもって、ドイツ同盟議会が消滅すること（aufhören）を規定した点である（暫定憲法3条、10条）。
憲法の制定権をもっぱら憲法議会に留保することは、すでに予備議会において決定された大原則であった。それゆえ、同盟議会が先に17名の国民代表委員を参加させて作成した憲法草案はすでに3月27日に完成していたが、国民議会は、これを全く考慮しなかった。
ドイツ同盟議会が摂政就任の時点で消滅するか否かの問題については、結局、憲法議会がこれを消滅させることができるかどうかという実力の問題であった。当時、なお勢力を有していた憲法議会は、ドイツ同盟議会をして、7月12日をもって自ら「その活動が終了したもの（als beendet）と認める」旨の決議をさせたのであった。

### 摂政の就任

ハインリヒ・フォン・ガーゲルン

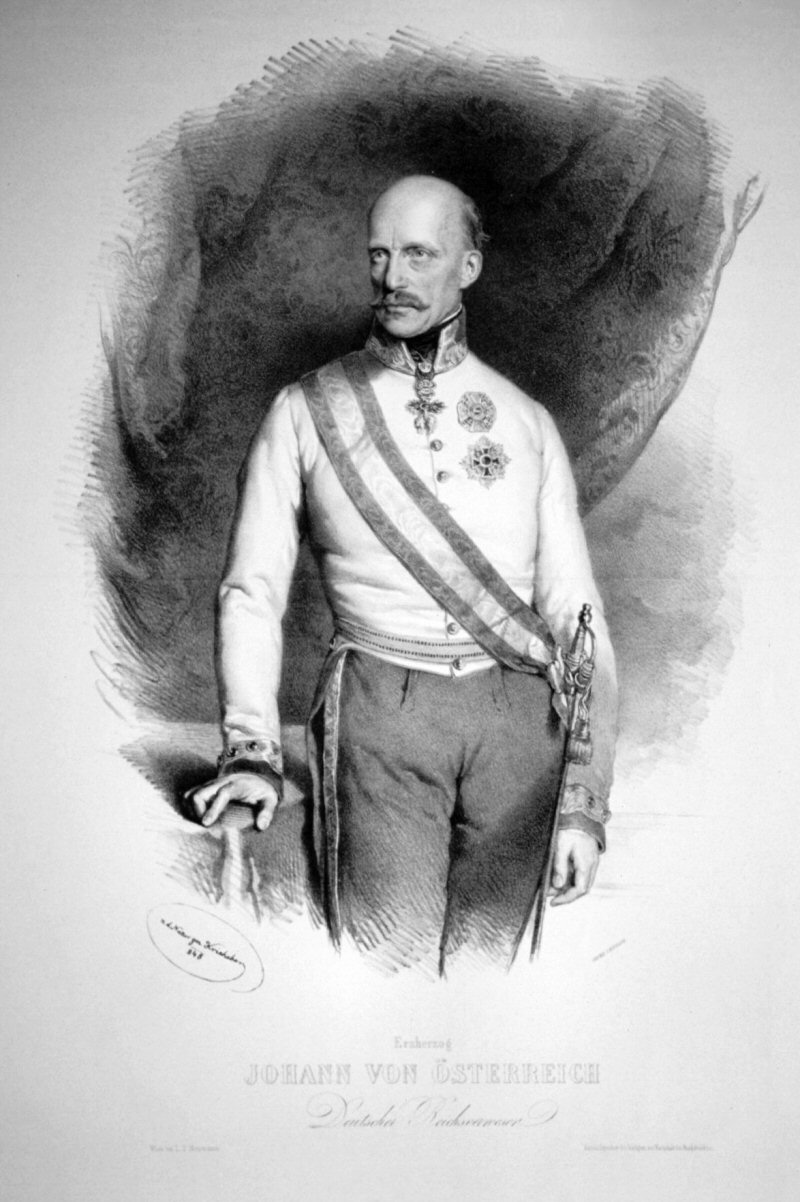
ヨハン大公

誰を摂政とするかという問題は、極めて重大な問題であった。なぜなら、ドイツ統一問題の将来の帰趨を定めることとなるからである。しかしながら、実際問題としては、プロイセンから選ぶか、オーストリアから選ぶかの二択であり、いずれから選ばれたとしても、結局は、王侯階級が選ばれる運命であった。したがって、これらのいずれも欲しない者は、すでに、暫定憲法の討議において、三頭委員制（Triumvirat）を提案しており、議場は極めて混乱することとなった。その後、ハインリヒ・フォン・ガーゲルンが自ら「果断の策」（Kühner Griff）と称した、国民と主権者との妥協案を提出して、王侯階級の当選を予想する摂政制度を制定したのであった。この時、ガーゲルンは、すでに国民議会の一部に、オーストリアのヨハン大公を摂政に推そうとする意向があることを看取していた。ヨハン大公は、平民の娘と結婚していたため、当時、極めて開明的であると称されており、「オーストリア人でもなく、プロイセン人でもなく、まずドイツ人であること」を言明して、一般に非常に人気があった。それゆえ、ヨハン大公を摂政に置いても憲法議会の主権が害されることはないと考えられた。はたして、6月29日の摂政選挙において、ヨハン大公は、436票の多数をもって摂政に当選した。ヨハン大公は、7月11日、市民の歓呼の中をフランクフルトに入り、7月12日に憲法議会に臨んで就任の挨拶をした。
他方、ドイツ同盟議会は、なおも自己の存在を主張しようとして、ヨハン大公の当選に対して祝詞を呈そうとしたが、憲法議会は、同盟議会がすでに死亡したものとして、これを受理しないこととした。その結果、同盟議会は、7月12日の決議をもって、ついに解散してしまった。かくして、ドイツ革命の第一期が終了したのであった。
しかしながら、摂政の就任と同時に、軍隊の宣誓問題（de:Huldigungserlass）が発生した。暫定憲法によれば、ドイツ各邦の軍隊は、全て摂政の指揮下に立たなければならない。したがって、憲法議会は、各邦の軍隊をして、摂政に対する忠勤を宣誓させようとした。しかしながら、軍隊が主権者を捨てて摂政に忠勤を宣誓し、その指揮に従って動くならば、主権者は、時にその軍隊が自らに対して反抗することを予期しなければならない。そのため、オーストリア、プロイセンの2国をはじめとして、いずれの邦もこれを拒絶した。その結果、フランクフルト革命政府は、何らの兵力も有しないこととなったのであった。反動革命の最良手段である兵力の行使がなお主権者の手に留保されたことは、すでに革命の危機を意味するものであった。国民議会が憲法制定の大事業に着手したのは、このような状態の中でのことであった。

### ドイツ国民の基本権

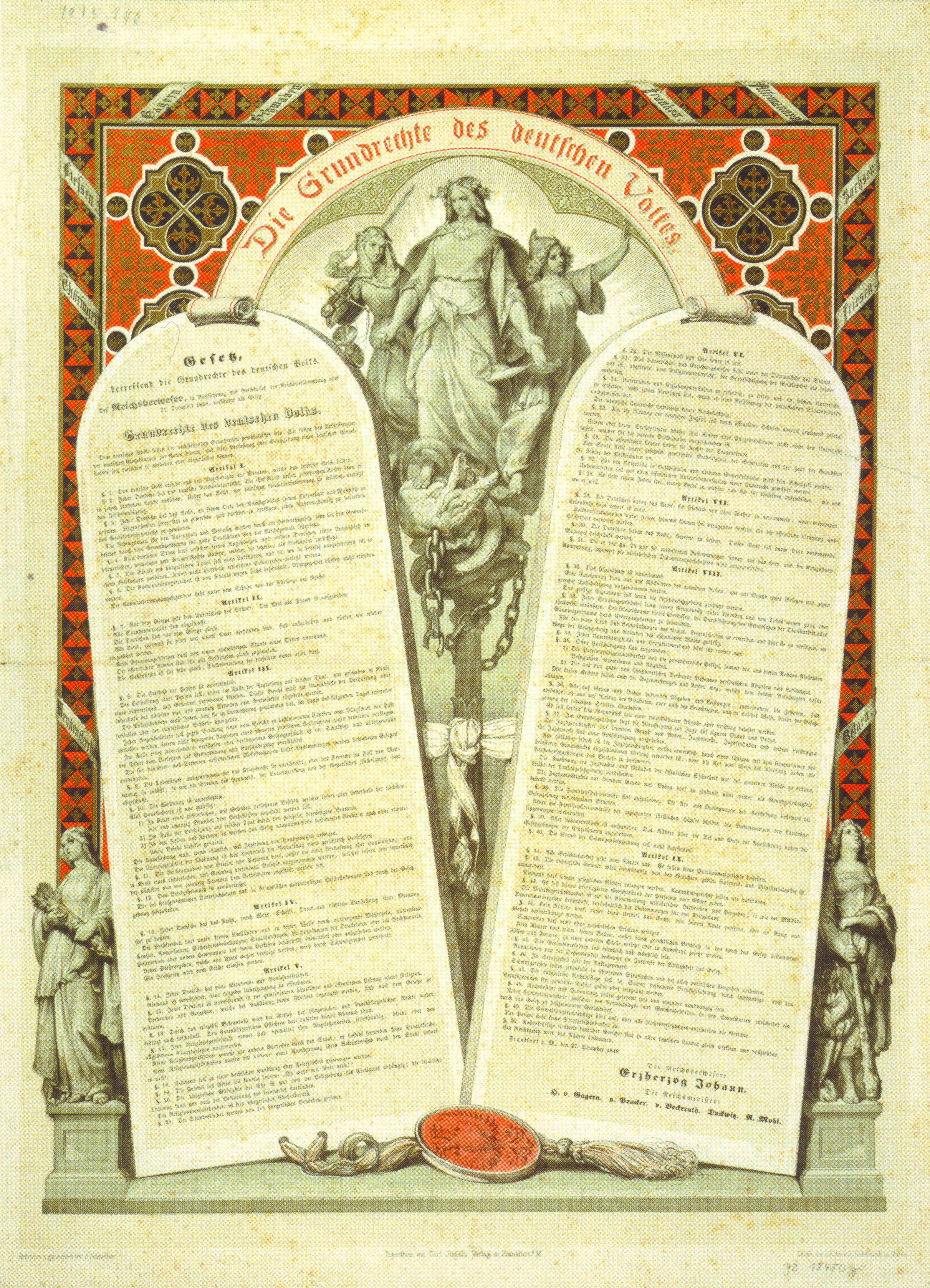
アドルフ・シュレーターによるリトグラフ「ドイツ国民の基本権」

国民議会は、まず、憲法委員会を選挙し、憲法草案の作成に従事した。その結果、意外にも、まずドイツ国民の基本権（Grundrechte des deutschen Volkes）に関する規定が完成することとなった。
ドイツ国民の基本権に関する規定は、他の部分から分離されて、1848年12月27日に公布された。その内容は、国民の自由権、参政権及び国家に対する請求権であって、後に、憲法第6章（130条ないし189条）を構成した。その後、この規定は一度消滅したにもかかわらず、1919年のヴァイマル憲法においてその大部分が復活している。

### オーストリア加入問題

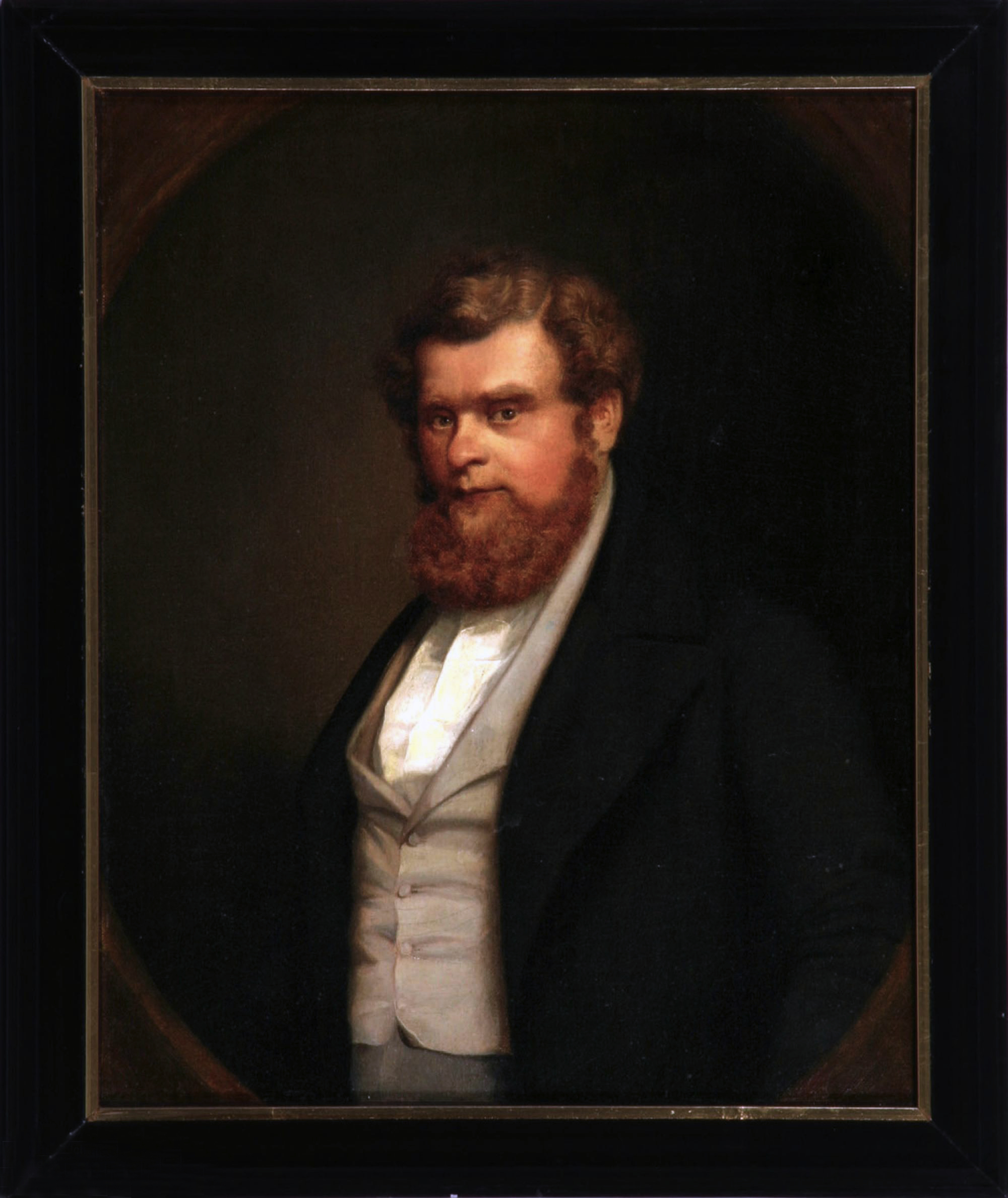
ロベルト・ブルーム

ドイツ国民の基本権以外の部分は、10月19日に本会議に上程され、その討議は、翌1849年3月27日まで行われた。この間、オーストリアをいかに取り扱うべきかという点が大問題となり、憲法議会の政党は、オーストリアの加入を可とする大ドイツ主義（Grossdeutschen）と、これを否とする小ドイツ主義（Kleindeutschen）とに分断された。
しかしながら、オーストリアは、自らが最も優越な地位を確保されるのでなければ将来のドイツ連邦に加入することを欲しないだけではなく、革命の産物である憲法議会がオーストリアの主権に干渉することも欲しなかったため、むしろ冷淡な態度を採り、ついに、憲法議会をして、「オーストリアを待つはドイツ統一の死なり」（Warten auf Österreich ist das sterben der deutschen Einheit）とまで言わしめた。また、11月9日には、ウィーンに滞在中の憲法議会議員ロベルト・ブルームが反乱に加担したとの理由によって銃殺され、オーストリアが明らかに憲法議会を否定する態度を取ったことから、憲法議会の大勢は、小ドイツ主義に有利となった。

### 元首問題
オーストリア加入問題と関連して憲法議会の大問題となったのは、将来のドイツ連邦の元首をいかにするかという点であった。これは、いかなる邦の主権者がこの地位に就くかという実際の問題と関連していたためである。この点については、民主国の大統領とすべきとする極左党の主張から、世襲的皇帝とすべきとする極右党の主張に至るまで、幾多の提案が戦わされたが、この問題は、1849年3月27日、すなわち、憲法草案討議の最終日に至り、現にドイツの主権者たる者に対して世襲的皇帝の地位を与えることが、267票対263票の僅差で可決された。
かくして、革命憲法は、1849年3月28日をもって公布された。

## 構成
- 第1章 ライヒ
- 第2章 ライヒ権力
- 第3章 ライヒ元首
- 第4章 ライヒ議会
- 第5章 ライヒ裁判所
- 第6章 ドイツ国民の基本権
- 第7章 憲法の保障

## 特質
フランクフルト憲法の特質としては、（1）自由主義、（2）民主主義、（3）連邦主義の3点が挙げられる。

### 自由主義

#### 権利の保障
国民議会が何よりも先に意を用いたのは、国民の自由及び権利の保障である。この点については、他の問題の審議に支障をきたすほどの多くの時間を費やしたとされる。憲法第6章に採り入れられた基本権に関する規定は、ドイツ各邦の立法を拘束するものとされ、憲法130条後段においては、「これらの基本権は、ドイツ各邦の憲法に対しても規範となり、いかなるドイツ各邦の憲法又は立法も、これらを廃棄したり制限したりすることはできない。」と規定されている。
一般に、フランクフルト憲法は、ベルギー憲法及びアメリカ憲法ないしフランス憲法などの影響を強く受けているといわれるが、基本権の規定は、形式においてはアメリカ及びフランス式であり、内容においてはベルギー憲法に最も近いとされる。この基本権の規定は、後にヴァイマル憲法の基本権の規定を設けるにあたって、重要な先例として参照された。
フランクフルト憲法第6章においては、居住移転の自由、法の前の平等、貴族の身分の廃止、人身及び住居の不可侵、言論・出版等による表現の自由、信教の自由、学問及び教授の自由、請願の権利、集会・結社の自由、所有権の不可侵などが保障されている。死刑が原則として廃止されているのは（139条）、注目に値する。なお、戦時又は内乱の場合には、逮捕、家宅捜索及び集会に関する基本権は、一定の条件のもとにライヒ政府又は各邦政府によって一時停止されることがありうる（197条）。

#### 権力の分立

##### ライヒ議会
連邦の国家機関としては、ライヒ議会（Reichstag）、皇帝（Kaiser）及びライヒ裁判所（Reichsgericht）が設けられた。
ライヒ議会は、国民代表の機関として、アメリカの先例にならって設けられたものである。ライヒ議会は、諸邦院（Staatenhaus）及び国民院（Volkshaus）の二院制である。ライヒ議会の両院は、法律、予算及び条約の議決のほか、普通の立憲国の議会に認められているような権限を有しており（102条）、両院の権限は同等であって、予算についてのみ国民院が先議権を有している（103条）。
諸邦院（定数192名）は、連邦支分国（各邦）の代表者をもって組織され、各邦に割り当てられた議員の半数は、各邦政府によって任命され、他の半数は各自の議会によって選挙される（86条ないし88条）。1名しか代表を送らない邦においては、政府が推薦する3名の候補者の中から議会が選任する（89条）。ドイツの場合は、同じ連邦でも、アメリカやスイスの場合とは異なり、各邦の大きさ及び勢力に大きな相違があり、しかも、それを諸邦院に反映させようとしたため、各邦から同数の議員を送る制度を採るのではなく、プロイセン40名、オーストリア38名、バイエルン18名といった多数の議員を送るものから、1名しか議員を送らない小邦に至るまで、さまざまな段階が設けられた（87条）。諸邦院の議員の任期は6年であり、3年ごとに半数を改選する（92条）。諸邦院の議院は、ラントを代表してラントの指示によって行動するのではなく、全国民を代表するものとしてその自由な信念に基づいて行動する。
国民院は、後に1849年4月12日公布の国民院議員選挙法によって選挙されるドイツ国民全体の代表者をもって組織される（93条）。この選挙法は、極めて民主的なものであって、直接選挙、秘密選挙、平等選挙及び男子普通選挙の各制度を採用している点が、注目すべき点である。国民院の議員の任期は、第1回の議員は4年、第2回以降は3年である。被選挙権は、25歳以上の男子である。

##### 皇帝
皇帝は、ドイツ国民が選挙したものであるという意味を有する「ドイツ人の皇帝」（Kaiser der deutschen）という称号を有しており、ドイツ国において、一国の主権者が男系相続によって世襲的にその地位に就くものとした（68条ないし70条）。皇帝は、ドイツ国の統治権を総攬するものであって、不可侵の地位を有し、その任免する国務大臣が副署によって責任を負う（74条）。
「ドイツ人の皇帝」というのは、フランスの1791年憲法が国王の称号をRoi de France（フランスの国王）ではなくRoi des Français（フランス人の国王）と定め、前者の場合にはフランス国が国王の所有物であるという意味を有するのに対し、後者の場合には国王がフランス人に属しフランス人からその権力を受けるという意味を有すると解したのと相通ずるものがある。
皇帝は、外部に向かってライヒを代表し、宣戦・講和の権限を有し（75条、76条）、国民院の解散を命じ（79条）、ライヒ議会と共同して立法権を行う（80条）。ただし、停止的拒否権を有するにとどまる（101条）。したがって、皇帝の権能は、当時の各国の元首の権能と比べて、強大なものではない。

##### ライヒ裁判所
ライヒ裁判所は、ドイツ連邦が創設した裁判所であって、一種の国事裁判所及び権限裁判所としての性質を有し、その管轄は、憲法に規定されている（126条）。ライヒとラントとの憲法違反の争訟その他の憲法裁判、議会両院間又はその一院と政府との間の争訟、その他特定の民事・刑事の争訟の裁判を行う。これは、アメリカの合衆国最高裁判所を手本としたものである。後に、1871年の憲法においては、政治機関である「連邦参議院」（Bundesrat）に一定の憲法裁判を任せることとなるが、フランクフルト国民議会においては、政治機関ではなく独立の司法機関に委ねることのほうが適切であると考えられたのであった。

### 民主主義
フランクフルト憲法は、高度のものとはいえないにしても、民主主義的性格を有している。憲法前文に「憲法制定ドイツ国民議会は、以下の条項を議決し、ライヒ憲法として公布する。」と規定していること、ライヒ議会を設けて国民院の議員を民選としていること、皇帝を置きながらも「ドイツ人の皇帝」と称していること、貴族制度の廃止を宣言していることなどが、民主主義のあらわれである。
しかしながら、19世紀なかばのこの時に歴史の脚光を浴びようとした国民主権の理念は、フランクフルト憲法が実施されなかったがために、その後、長く影を潜め、ようやく、20世紀のヴァイマル憲法によって復活し、実現されることとなる。

### 連邦主義
フランクフルト憲法が定める連邦制においては、ドイツ各邦は相合して連邦国家を構成し、その中央権力、すなわち連邦自身の権限は極めて強大であって、各邦民を直接拘束する立法の範囲は拡張されている。したがって、1820年のウィーン最終条約（ウィーン最終規約）におけるよりも、著しく中央集権的傾向を増している。特に、連邦各邦が連邦と離れて外国と使節を交換することを禁じている（7条）点は、当時においては、英断であった。
もっとも、連邦の権力と各邦の権力とは原則としてそれぞれ独立しており、各邦は、ライヒ憲法によって制限されていない限りにおいて、それぞれ独立権を有する（5条前段）。各邦は、明文でライヒ権力に委譲されていない限りで、全ての国家的高権と国家的権利を有する（同条後段）。そのため、各邦がライヒの権力に関与することは、許されない。ライヒには、ライヒ議会、皇帝及びライヒ裁判所など、ライヒ独自の機関があり、これらがライヒの権力を行使する。ライヒ議会の諸邦院もまた、ラントの代表ではない。これは、後のドイツ帝国憲法（ビスマルク憲法）が「連邦参議院」にラント代表的性格を認めているのとは異なっており、ヴァイマル憲法と方向性を同じくしている。このことによって、ライヒにおけるプロイセンの指導力は、その基礎が弱められている。

## 憲法制定後の展開

### 皇帝の選挙

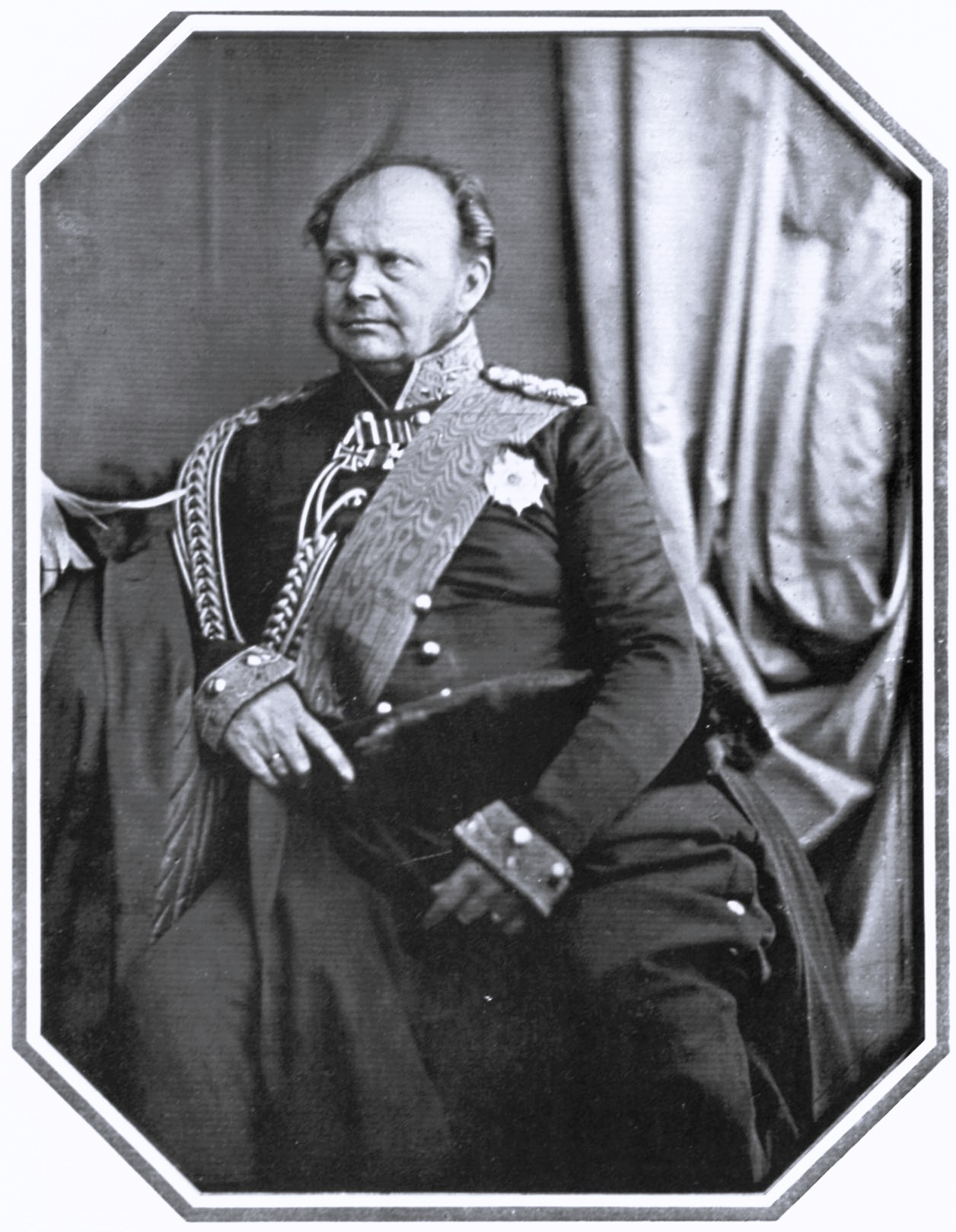
フリードリヒ・ヴィルヘルム4世

フランクフルト憲法の成立後、1849年3月28日に皇帝の選挙を施行した結果、290票をもってプロイセン王フリードリヒ・ヴィルヘルム4世が当選した。他の248名の議員は、投票を放棄して選挙に参加しなかった。それゆえ、憲法制定事業が完成するか否かは、ひとえにフリードリヒ・ヴィルヘルム4世が皇帝の就任を承諾するか否かに存した。国民議会は、3月30日に、委員をベルリンに派遣し、フリードリヒ・ヴィルヘルム4世に対して正式に皇帝への就任を求めた。
しかしながら、フリードリヒ・ヴィルヘルム4世は、皇帝への就任を欲しなかった。第一の理由は、ドイツ国外へ放逐されたオーストリアに対する恐怖心である。第二の理由は、国民によって皇帝に就任させられることが主権者の観念と相容れないと考えたことである。それゆえ、フリードリヒ・ヴィルヘルム4世は、腹心のクリスティアン・カール・ヨシアス・フォン・ブンゼンに対して、「予は、ただ二つの野心を有す。その一は、王侯によって選挙せられ、ヨハン大公に代わり、ドイツ国の摂政となりて、法を作ること（Ordnung zu machen）である。その二は、ドイツ国の大元帥（Erzfeldherr）となりて、法を守ること（Ordnung zu erhalten）である。」と語ったとされる。その結果、フリードリヒ・ヴィルヘルム4世は、フランクフルト憲法議会の代表者が帝位を捧げたことに対して、深厚な敬意を嘉したものの、帝位を受けるか否かについては、憲法議会が制定した憲法がドイツ各邦に適しているか否かを各邦政府と協議しなければならないと答えて、婉曲に就任を拒絶してしまったのであった。
これは、むしろ当然の成り行きであって、1848年3月の革命に際し、フリードリヒ・ヴィルヘルム4世は、民心に迎合するために、黒・赤・金の三色旗を手にしてベルリンを巡視した時にも、すでに、「ドイツ皇帝万歳」の叫びを聞いて、はなはだ神経過敏となっていた。フリードリヒ・ヴィルヘルム4世は、一度は革命の力に引きずられたものの、王権神授説に対する宗教的確信は、ついに帝位をも退けることとなったのであった。
ここにおいて、国民議会は、先にオーストリアから絶縁され、今やプロイセンからも見放されて、これを威服すべき実力も欠いていたため、その憲法制定事業は、ついに崩壊せざるを得ないこととなった。

### シュツットガルト残骸議会

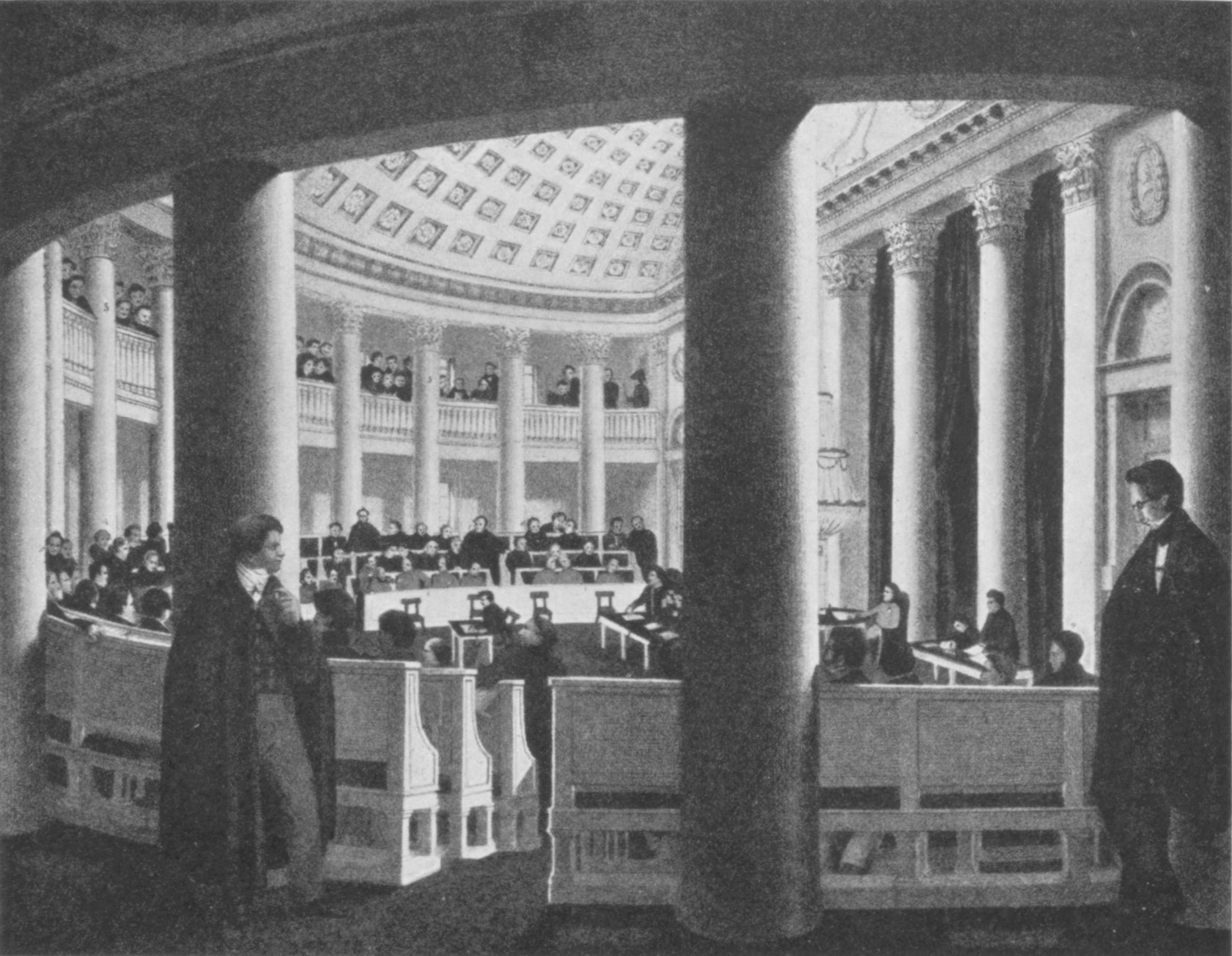
シュツットガルト残骸議会。ヤコブ・ハインリヒ・レンツによるリトグラフ。

プロイセンが憲法議会を認めなかったことによって、各邦政府もまたこれに従うこととなった。その結果、憲法議会は、解散するか、又は実力によって対抗するよりほかなかった。それゆえ、国民議会の左翼は、議会を出て、ザクセン、バーデン等において、直接行動に出たが、各邦政府は、かえってこれを弾圧の好機として、いよいよ反革命運動に着手した。これによって、国民議会の存在は、すでに意義を失い、前途を悲観する者は、漸次、議会から引き揚げるようになった。そして、その一部は、5月30日の決議をもって、議会をフランクフルトからシュツットガルトへと移した。これを「シュツットガルト残骸議会」（Stuttgarter Rumpfparlament）と称する。そして、この残骸議会が、1849年6月18日、兵力をもって解散させられることによって、ついに、ドイツ国民議会は消滅し、その憲法は、一片の歴史的文書となった。後に、このような憲法議会は、1919年に再び集合し、フランクフルト革命憲法の精神は、ドイツ新共和国（ヴァイマル共和国）の憲法の中に更生することとなる。